# アリアナ・ラムゼー
アリアナ・ラムゼー（Ariana Ramsey、2000年3月25日 - ）は、アメリカ合衆国の女子ラグビー選手。

## プロフィール
- アメリカ・ペンシルベニア州フィラデルフィア出身[1]。
- ポジションはスクラムハーフ(SH)、ウィング(WTB)。
- 身長 160cm、体重 87kg

## 略歴
2021年、東京五輪の7人制女子アメリカ代表に選ばれた。
2024年、2024パリ五輪の7人制女子アメリカ代表に選ばれて銅メダル獲得。